# Cratichneumon levis
Cratichneumon levis är en stekelart som först beskrevs av Cameron 1906.  Cratichneumon levis ingår i släktet Cratichneumon och familjen brokparasitsteklar. Inga underarter finns listade i Catalogue of Life.